# Sweet Dreams (1985)
Sweet Dreams is een Amerikaanse dramafilm uit 1985 onder regie van Karel Reisz. Het scenario is gebaseerd op het leven van de Amerikaanse zangeres Patsy Cline.

## Verhaal
De film vertelt het verhaal van de beroemde countryzangeres Patsy Cline. De film volgt haar carrière en laat zien hoe ze uitgroeit tot een succesvolle artieste.

## Rolverdeling
| Acteur          | Personage      |
| --------------- | -------------- |
| Jessica Lange   | Patsy Cline    |
| Ed Harris       | Charlie Dick   |
| Ann Wedgeworth  | Hilda Hensley  |
| David Clennon   | Randy Hughes   |
| James Staley    | Gerald Cline   |
| Gary Basaraba   | Woodhouse      |
| John Goodman    | Otis           |
| P.J. Soles      | Wanda          |
| Terri Gardner   | Old Singer     |
| Caitlin Kelch   | Sylvia         |
| Robert L. Dasch | John           |
| Courtney Parker | Older Julie    |
| Coulton Edwards | Baby Randy     |
| Holly Filler    | Madrine        |
| Bruce Kirby     | Arthur Godfrey |